# Penseelzwijn
Het penseelzwijn of rivierzwijn (Potamochoerus porcus) is een zoogdier uit de familie van de varkens (Suidae). Het is de kleinste van de acht soorten varken die in het wild in Afrika voorkomen, en bereikt een gewicht van 45 tot 115 kg. Het heeft een rossige vacht met een witte rugstreep, een zwart-wit gezichtsmasker met een krans van lang wit haar rond de ogen en langwerpige, bladvormige oren die eindigen in een overhangend plukje wit of zwart haar. Het dier leeft in de regenwouden van West- en Centraal-Afrika en is nooit ver te vinden van dichte vegetatie, in gebieden met een zachte bodem en water in de buurt. Hoewel de soort vaak wordt bejaagd door de plaatselijke bevolking om zelf op te eten of voor de markt in bushmeat in de steden, wordt het penseelzwijn door de International Union for Conservation of Nature and Natural Resources als niet-bedreigde soort beschouwd.

## Beschrijving

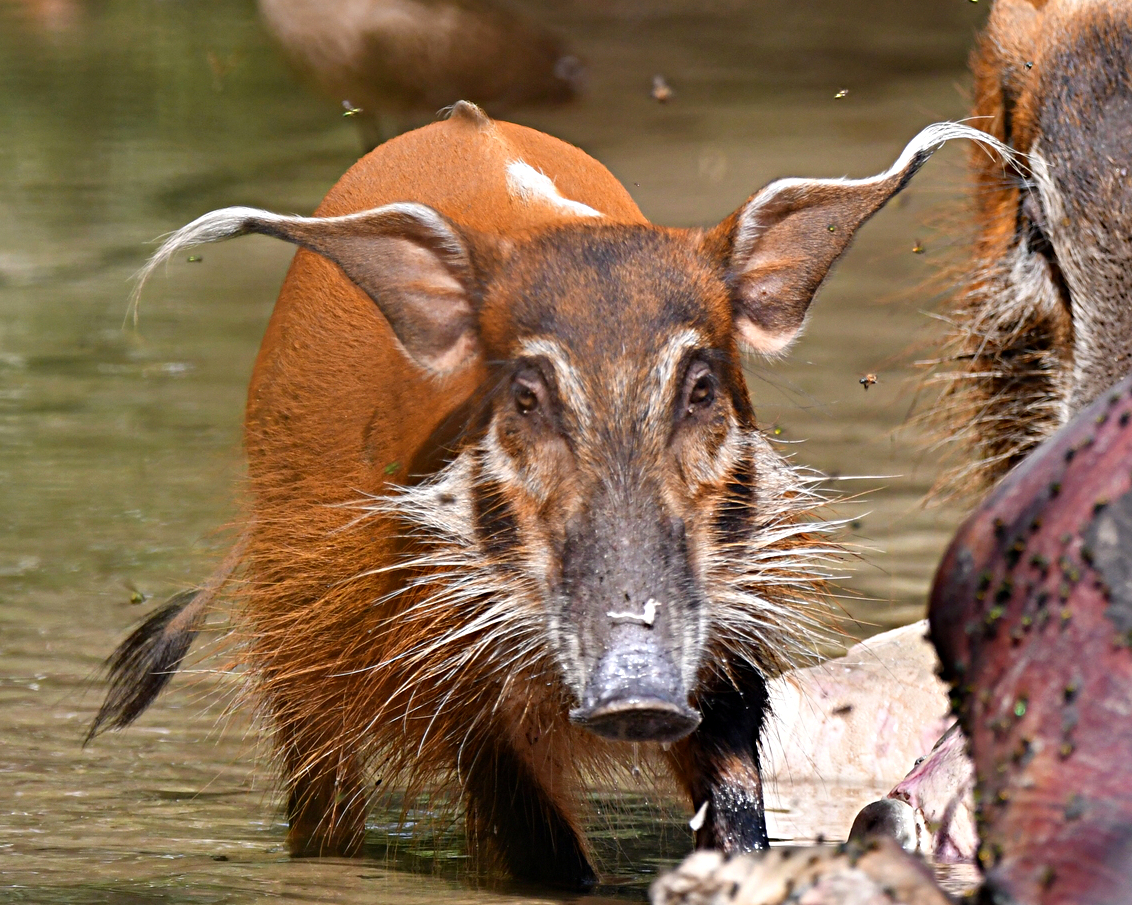
Potamochoerus porcus

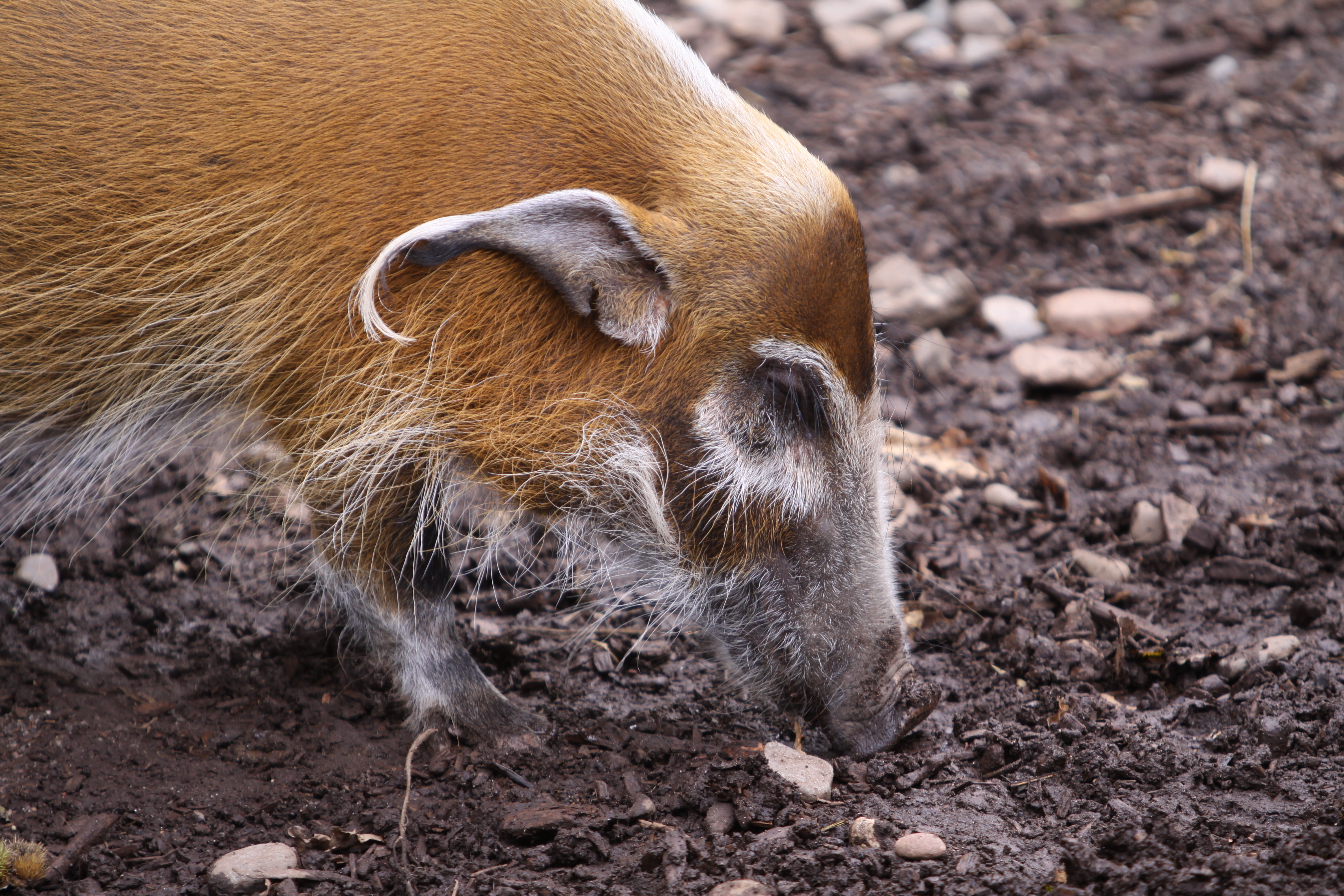
kop

Het is de kleinste van de Afrikaanse varkenssoorten. Volwassen dieren meten van de punt van de neus tot de aanzet van de staart 100-145 cm, de staart is 30-45 cm lang, bij een schofthoogte van 55-80 cm en een gewicht tussen 45 en 115 kg. De algemene vorm van het lichaam van het penseelzwijn is dik en rond, en de poten zijn vrij kort. Het hele lichaam van de volwassen dieren is altijd bedekt met een korte, dichte, helder roodbruine vacht zodat (in tegenstelling tot alle andere soorten varkens die in het wild in Afrika voorkomen) er geen blote huid zichtbaar is. Daar doorheen steken zeer lange witte borstelharen verspreid langs de lagere flanken en onder de kaaklijn. Een smalle lijn van, vooral in de voorste helft iets langere, witte haren strekt zich uit van de nek tot halverwege de staart. De staart zelf is zeer slank en loopt taps toe. Hij is roodbruin van kleur met aan het eind een zwarte pluk langer haar. Het voorste deel van de kop en het onderste deel van de poten is lichtgrijs. Het dier heeft een langwerpige kop die uitloopt in een platte wroetschijf. Bij jonge dieren heeft de kop dezelfde rossige kleur als het lichaam, maar de volwassen dieren ontwikkelen een opvallend gezichtsmasker bestaande uit een zwart voorhoofd dat zich vanaf de oren naar voren uitstrekt tot voorbij de ogen, en helderwitte lijnen met vooral onder de ogen lange haren, vaak onderbroken ter hoogte van de slapen. De kenmerkende oren van het penseelzwijn zijn bladvormig met lange punten. De buitenkanten zijn zwart en de bovenrand wit. De "penselen" aan de uiteinden van de puntige oren kunnen meer dan 13 cm lang worden. In het oosten van het verspreidingsgebied zijn deze pluimen vaak zwart, in het westen meest wit en in het midden gemengd. De dieren lopen op de top van de derde en vierde teen, terwijl het eerste middenhandsbeentje ontbreekt.

### Anatomie
Het penseelzwijn heeft alle elementen van het voorouderlijke gebit behouden. De tandformule van de volwassen penseelzwijnen is 3.1.3-4.33.1.3-4.3 × 2 = 40-44, dat wil zeggen drie snijtanden, een hoektand, drie of vier valse kiezen en drie ware kiezen in elke helft van de bovenkaak, en diezelfde elementen in de onderkaak. Dit is identiek aan de elementen van het gebit van het everzwijn. De hoektanden van mannetjes zijn meer ontwikkeld dan bij vrouwtjes. De bovenste hoektanden krommen naar buiten, maar worden afgesleten door de onderste hoektanden. Die laatste worden daardoor geslepen tot effectieve wapens. De valse kiezen zijn vergroot en kiesvormig. De kiezen zelf zijn brachydont en bedekt met dik glazuur. Het kauwen gebeurt met een eenvoudige bijtbeweging. Het gebit van het penseelzwijn is aangepast aan een dieet met veel fruit, in tegenstelling tot de kiezen van de grazende wrattenzwijnen.

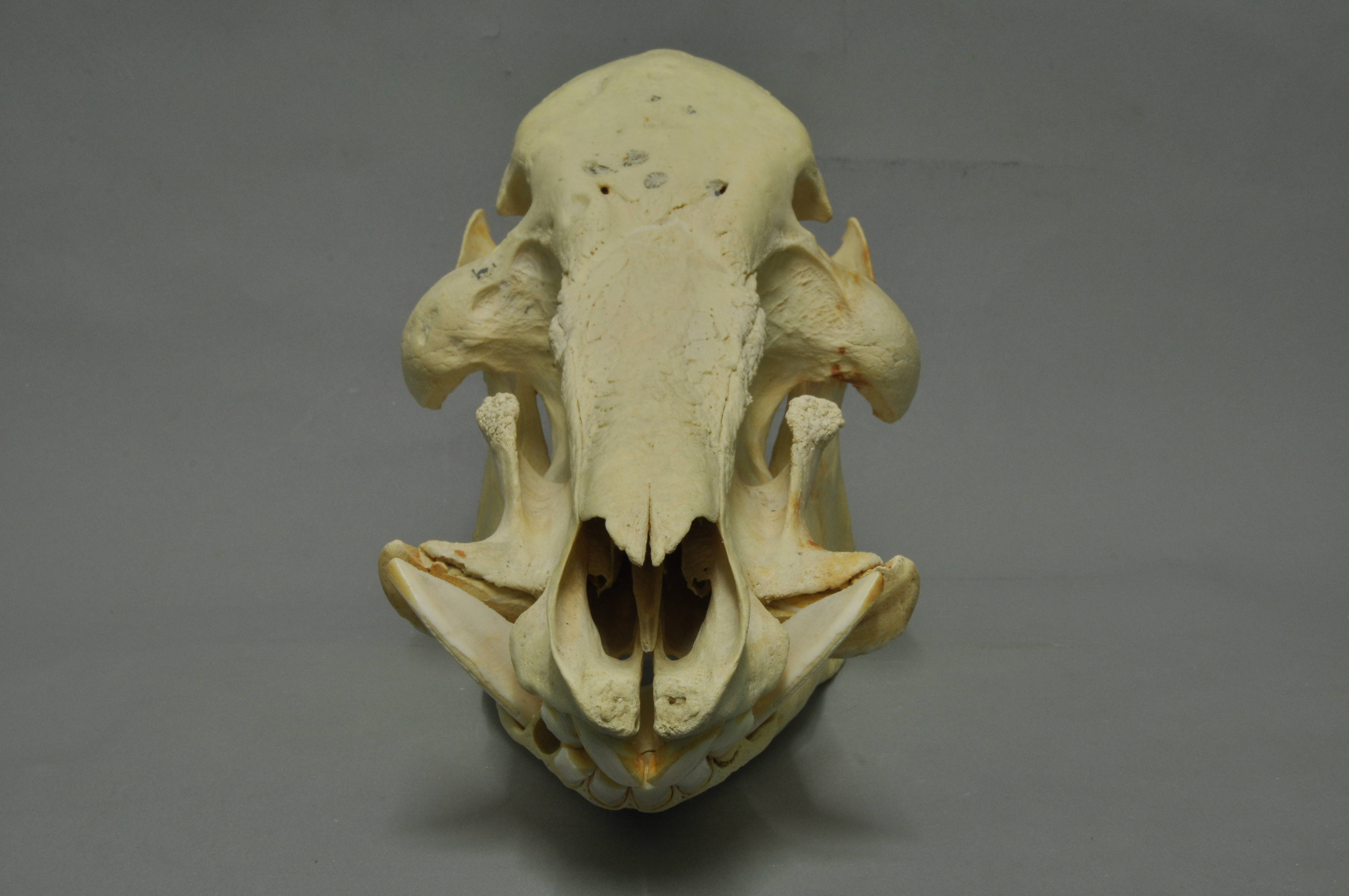
vooraanzicht schedel
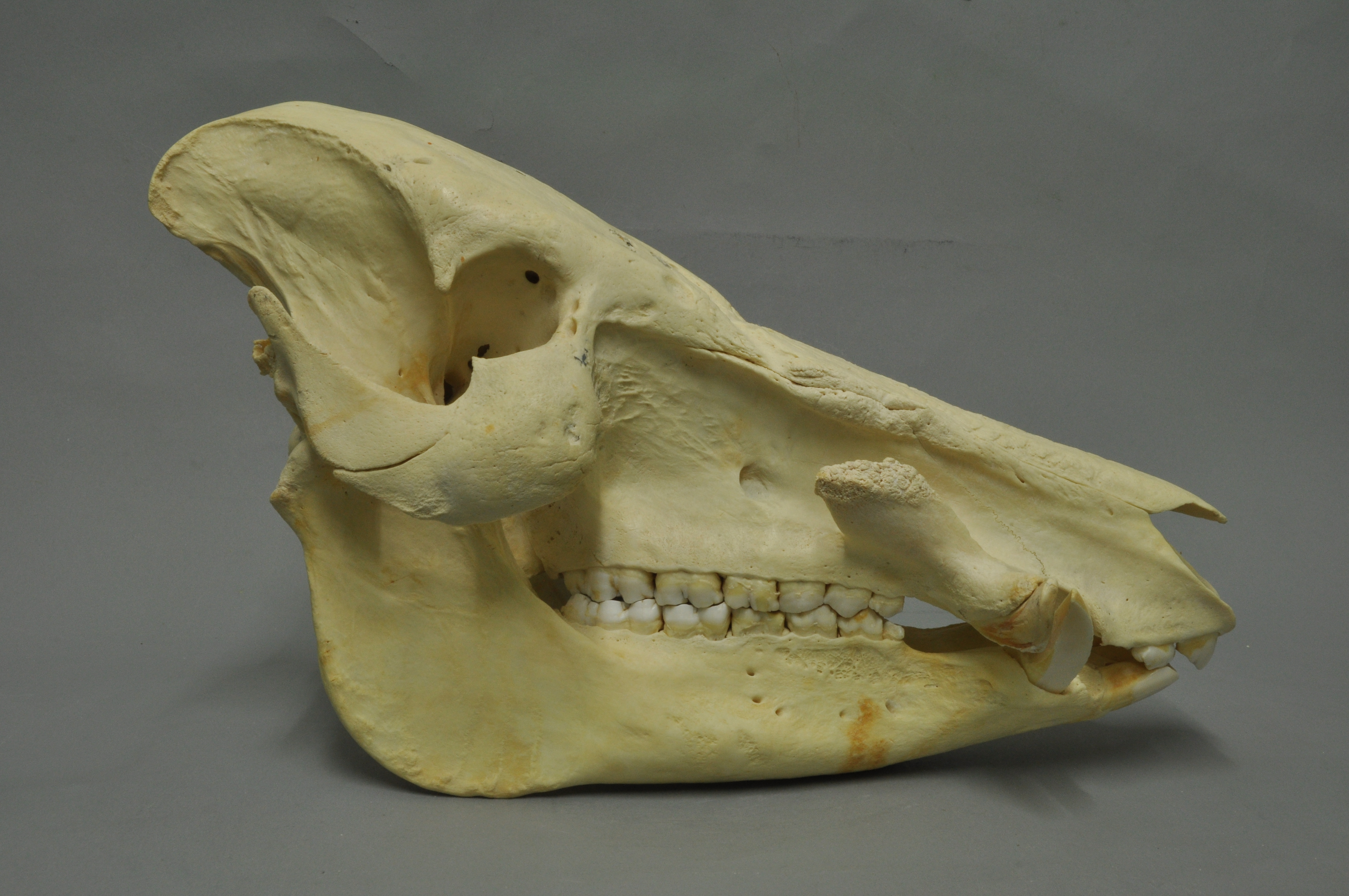
zijaanzicht schedel
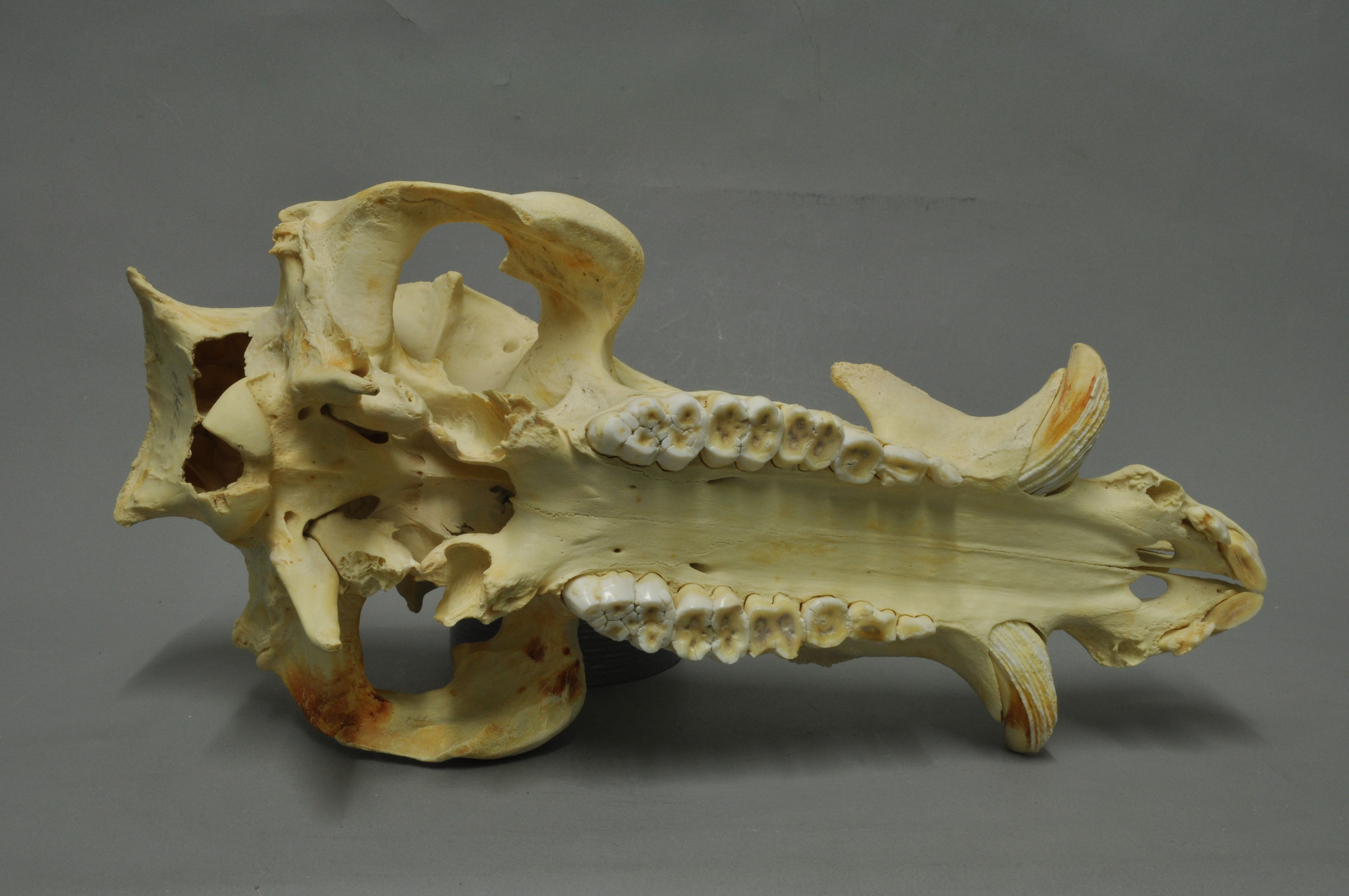
onderaanzicht bovenkaak
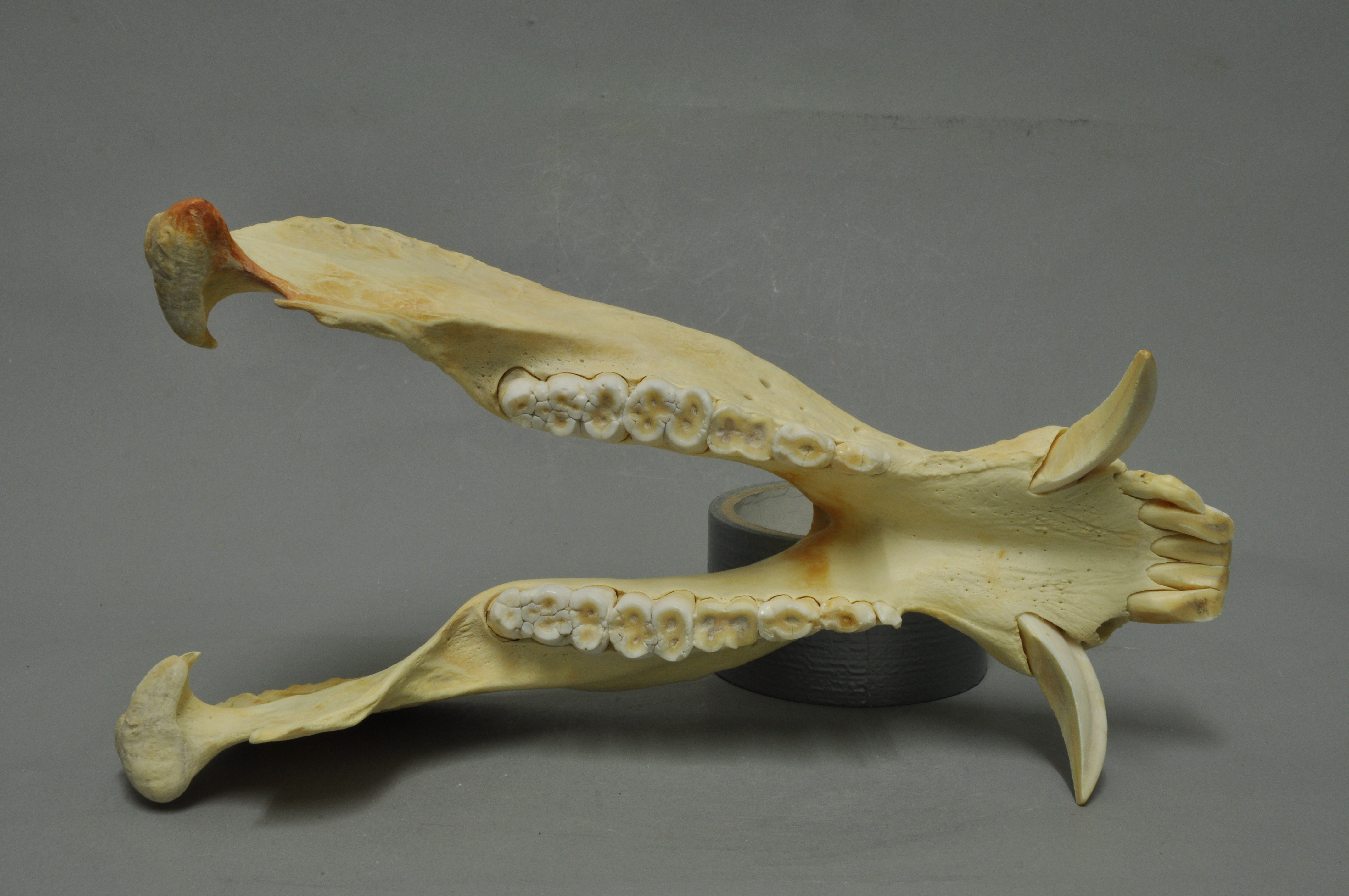
bovenaanzicht onderkaak

Beide geslachten hebben een zogenoemde Harderiaanse klier in de oogkassen waaruit een olieachtige vloeistof komt waarmee de vacht wordt verzorgd. Onder de kin bevindt zich een orgaantje dat bij volwassen dieren een diameter heeft van ongeveer 2 cm en een hoogte van 2-5 mm waarop zich acht tot elf sinusharen bevinden. Dit orgaan heeft waarschijnlijk een tastfunctie. Het is al zichtbaar in een embryo van slechts 2 cm lang. Ze hebben ook klieren tussen de vingers en tenen. De mannetjes van het boszwijn hebben een grote klier achter elke bovenste hoektand, en dat is hoogstwaarschijnlijk ook het geval bij het penseelzwijn. Deze klieren produceren grote hoeveelheden van een witte, olieachtige substantie die waarschijnlijk wordt gebruikt voor geurmarkering. De holtes van deze klieren zitten vaak vol met houtachtig materiaal als gevolg van het knagen aan takken met de hoektanden. In deze klierholtes leeft een commensale soort nematode. De mannetjes hebben zeer grote, gepaarde Cowperse klieren, die zich in de buurt van de urinebuis aan de basis van de penis bevinden. Het gewicht van de teelballen verandert afhankelijk van het seizoen tussen ongeveer 65 en 115 g. De penis van varkens is lang, S-vormig gebogen, eindigt in de vorm van een kurkentrekker en mist een eikel. De vrouwtjes hebben zes tepels.

### Uiterlijke verschillen tussen mannetjes en vrouwtjes
Veel mannetjes zijn wat zwaarder dan de vrouwtjes. Volwassen mannetjes zijn verder gemakkelijk te onderscheiden van vrouwtjes door de aanwezigheid van opvallende kegelvormige uitsteeksels aan weerszijden van de snuit. Mannetjes ontwikkelen ook opgeblazen richels op de kaak en rond de ogen die de lange witte haren en een donkere zwart-rode band daartussen benadruken. Soortgelijke lange witte haren op de kop kunnen ook bij vrouwen voorkomen, maar ze zijn altijd minder opvallend. Verder is er nauwelijks sprake van seksuele dimorfie. Hoektanden ontwikkelen zich tot scherpe slagtanden bij mannetjes. De bovenste en onderste hoektanden slijpen elkaar en beide blijven daardoor relatief kort, waarbij de bovenhoektanden rond 2 cm en onderste hoektanden zo'n 5 cm, zelden 12 cm lang worden. Meestal zijn de hoektanden bij het penseelzwijn veel minder zichtbaar buiten de mond dan bijvoorbeeld bij wrattenzwijnen. Wanneer een onderste hoektand afwezig is, groeit de bijbehorende bovenste hoektand in een bocht omhoog. De hoektanden van de vrouwtjes zijn korter.

### Verschillen met vergelijkbare soorten
Het penseelzwijn kan gemakkelijk worden onderscheiden van alle andere wilde varkenssoorten in Afrika door de roodbruine vacht met een smalle witte lijn over de lengte van de rug, het zwarte voorhoofd met contrasterende witte "bril" en de bladvormige, langwerpige oren die eindigen in lange kwasten. Het Noord-Afrikaanse everzwijn (Sus scrofa subsp. algira) is gemakkelijk te onderscheiden omdat die alleen voorkomt in de bergachtige kustgebieden van Noordwest-Afrika en een zwarte vacht met geelachtige of roodachtige punten heeft met een donkerbruine ondervacht en geen manen heeft. Van de andere zes soorten die voorkomend ten zuiden en oosten van de Sahara hebben de meeste een ijle, grijsachtige of zwartachtige vacht, met inbegrip van het reuzenzwijn (Hylochoerus meinertzhageni) en de recent daarvan onderscheiden Hylochoerus rimator en H. ivoriensis, het knobbelzwijn (Phacochoerus africanus) en het woestijnknobbelzwijn (Phacochoerus aethiopicus). De kleur van het boszwijn (Potamochoerus larvatus) kan sterk wisselen, variërend van blond, lichtrood of roodbruin tot een donkerbruine of bijna zwarte tint. De vacht van het boszwijn is echter veel ruiger dan die van het penseelzwijn en op de rug hebben boszwijnen kenmerkende brede manen. De kop van het boszwijn contrasteert in kleur meestal met het lichaam, maar mist het donkere voorhoofd en de witte lijnen rond de ogen van het penseelzwijn.

### Ontwikkeling

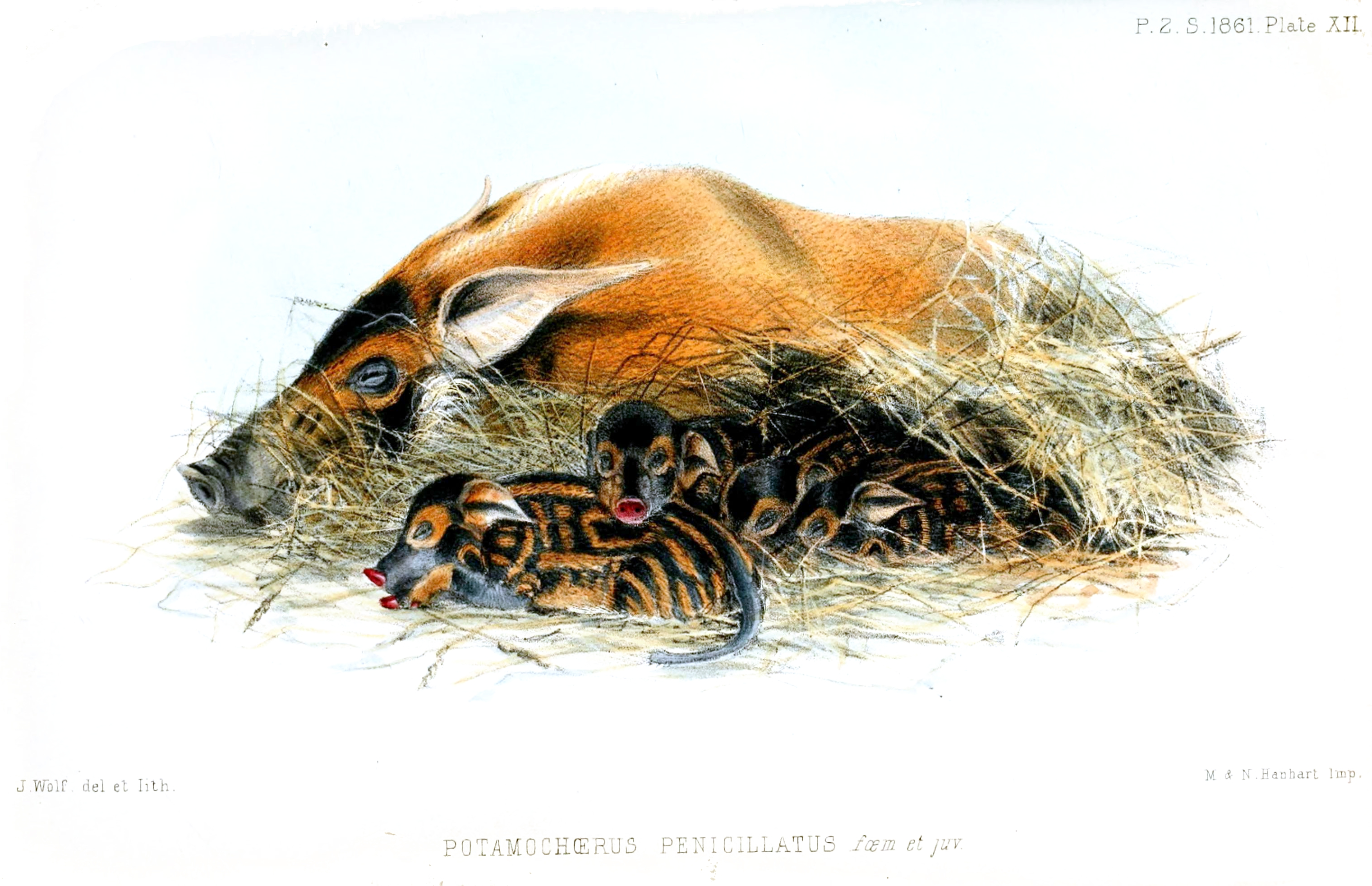
Afbeelding van een zeug met de gestreepte biggen van de hand van Joseph Wolf uit 1852

De draagtijd is ongeveer 120 dagen, waarna een nest van een tot zes (meestal drie of vier) biggen wordt geboren. Voldragen tweelingplacenta's van overlevende pasgeborenen wogen 275 en 300 g met de navelstreng halverwege de zijkant. Het oppervlak van de foetus en de placenta hebben een slijmerig, glazig, opgeblazen uiterlijk, typisch voor varkens. Pasgeboren penseelzwijnbiggetjes wegen 650-900 g en zijn donkerbruin van kleur met een kenmerkend patroon van gelige lengtestrepen en vlekken. De lichaamstemperatuur van pasgeborenen is hoog (38 °C), maar ze kunnen hun lichaamstemperatuur moeilijk op peil houden en zijn dus gevoelig voor kou. De biggetjes rillen om warmte te produceren. Kennelijk hebben ze hebben geen bruin vetweefsel en kunnen dus geen warmte produceren zonder te rillen. De penseelzwijnzeugen bouwen een nest waar de biggen in verblijven, zodat ze beter warm blijven. Een mutatie bij een voorouder van alle hedendaagse varkenssoorten, ongeveer 20 miljoen jaar geleden, heeft er voor gezorgd dat het mitochondriaal ontkoppelingseiwit 1, dat betrokken is bij de productie van warmte, niet meer functioneert. De moedermelk van het boszwijn bevat 24% vaste stof, waarvan 10,4% vet, 9,4% eiwit en 3,0% suiker. De jongen worden gespeend na ongeveer 120 dagen. Het patroon van bleke strepen bij de jongste biggen wordt op een leeftijd van ongeveer 6 maanden vervangen door een egale roodachtige vacht. In het wild zijn de dieren volgroeid op de leeftijd van twee jaar en geslachtsrijpheid na 3 jaar. In gevangenschap kunnen individuen eerder volwassen worden: vrouwtjes zijn op de leeftijd van 22 maanden bevallen (d.w.z. verwekt na 18 maanden) en mannetjes kunnen al vanaf 19 maanden seksueel actief zijn. Mannetjes van zeventien en vrouwtjes tot dertien jaar hebben in gevangenschap nog nakomelingen voortgebracht.

## Taxonomie

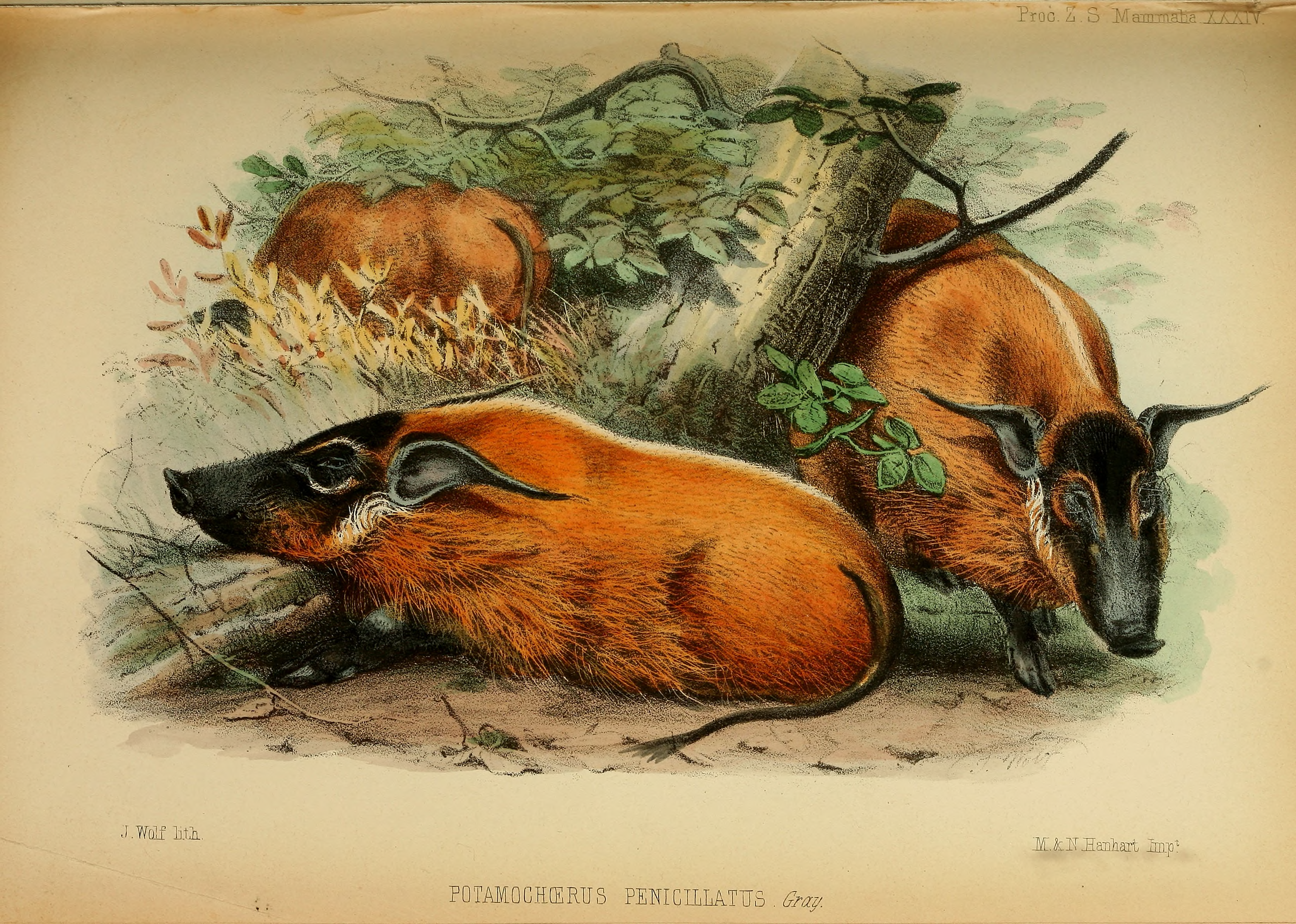
Afbeelding van Potamochoerus porcus van de hand van Joseph Wolf uit 1852

De eerste geldige, wetenschappelijke beschrijving van het penseelzwijn is in 1758 gepubliceerd door Carl Linnaeus in de tiende druk van zijn standaardwerk Systema naturae, en hij noemde het dier Sus porcus. In 1766 gaf Peter Simon Pallas de naam Sus guineensis. Heinrich Rudolf Schinz beschreef in 1848 Sus penicillatus. In 1852 beschreef John Edward Gray het penseelzwijn en noemde het Choiropotamus pictus. Deze naam is echter bijna een homomiem van Choeropotamus dat enkele fossiele soorten omvat en werd niet voor het penseelzwijn gebruikt door latere zoölogen. In 1854 maakte Gray de nieuwe combinatie Potamochoerus penicillatus. Paul du Chaillu gaf een dier uit Gabon de naam Potamochoerus albifrons. In 1868 gebruikte Gray voor het eerst de huidige combinatie Potamochoerus porcus. In de twintigste eeuw werden er door Einar Lönnberg verschillende geografische ondersoorten onderscheiden, te weten Potamochoerus porcus subsp. pictus, subsp. ubangensis, subsp. albifrons en subsp. congoicus in 1910, en subsp. albinuchalis in 1919. Daaraan voegde Ludwig Lorenz von Liburnau subsp. mawambicus toe in 1923. In 1939 maakte R.D. Rosevear de nieuwe combinaties Choiropotamus porcus en Choiropotamus porcus subsp. pictus. In het oosten van de Democratische Republiek Congo zijn de dieren groter dan in Kameroen, maar de verschillen zijn te klein om ondersoorten van het penseelzwijn te onderscheiden.
Het onderscheid tussen het penseelzwijn en het boszwijn werd tot omstreeks 1990 niet op dezelfde manier gemaakt. Lönnberg onderscheidde in 1910 vijf soorten: Potamochoerus porcus, P. choeropotamus, P. larvatus, P. hassama en P. intermedius. In 1924 bracht Oscar de Beaux het aantal soorten terug tot drie: P. porcus, P. intermedius en P. larvatus en beschouwde P. choeropotamus en P. hassama als ondersoorten van P. larvatus. De Belgische zoöloog Henri Schouteden onderscheidde in 1945 twee soorten: P. porcus met drie ondersoorten (of subspecies, afgekort subsp.) namelijk subsp. porcus, subsp. albifrons en subsp. ubangensis) en P. larvatus eveneens met drie ondersoorten namelijk subsp. larvatus, subsp. congicus en subsp. johnstoni. In 1960 erkende de Duitse zoöloge Erna Mohr ook twee soorten, maar zij noemde ze P. porcus en P. choeropotamus. Zowel Theodor Haltenorth in 1963 als William Frank Harding Ansell in 1971 erkenden maar een soort, P. porcus, met verschillende ondersoorten, en uiteindelijk onderscheidde verschillende auteurs in de jaren '70 en '80 alleen P. porcus met twee ondersoorten: subsp. porcus en subsp. larvatus. Tegenwoordig wordt het boszwijn gezien als een afzonderlijke soort.

### Naamgeving
De geslachtsnaam Potamochoerus is de samentrekking uit het Grieks van ποτᾰμός (potamos), een woord voor rivier of stroom, en χοίρος (choíros), wat varken betekent. Deze naam is een treffende beschrijving van de habitatvoorkeur van deze soort. De soortnaam porcus is het Latijnse woord voor varken. Het dier wordt opegu genoemd in de Ma'di taal, n'gouyi, n'gouloubou, n'goua, n'gu en n'gouyo in de verschillende talen van Centraal Afrika, pamé in de Babinga-taal (pygmeeën), potamochère roux of porc à pinceau in het Frans, Pinselschwein of Pinselohrschwein in het Duits, en tufted pig of painted pig in het Engels.

### Verwantschap
Onderzoek op basis van vergelijking van homoloog DNA heeft meer inzicht in de verwantschap van het penseelzwijn gegeven. Het penseelzwijn is het meest verwant aan het boszwijn, een soort met een meer oostelijke verspreiding van zuidelijk Afrika tot oostelijk Afrika en in de Grote Slenk, die ook op grotere hoogte voorkomt. Alle zeven soorten die wild voorkomen te zuiden van de Sahara zijn meer verwant aan elkaar dan aan enig andere soort.
|  | echte zwijnen (Sus)           |
|  |                               |
|  | dwergzwijn (Porcula salvania) |
|  |                               |

|  | penseelzwijn (Potamochoerus porcus) |
|  |                                     |
|  | boszwijn (Potamochoerus larvatus)   |
|  |                                     |

|  | reuzenboszwijn (Hylochoerus meinertzhageni, H. rimator en H. ivoriensis)                                                  |
|  | |
|  | \| \| knobbelzwijn (Phacochoerus africanus) \| \| \| \| \| \| woestijnknobbelzwijn (Phacochoerus aethiopicus) \| \| \| \| |
|  | |
|  | knobbelzwijn (Phacochoerus africanus)                                                                                     |
|  | |
|  | woestijnknobbelzwijn (Phacochoerus aethiopicus)                                                                           |
|  | |

|  | knobbelzwijn (Phacochoerus africanus)           |
|  |                                                 |
|  | woestijnknobbelzwijn (Phacochoerus aethiopicus) |
|  |                                                 |

|  | penseelzwijn (Potamochoerus porcus) |
|  |                                     |
|  | boszwijn (Potamochoerus larvatus)   |
|  |                                     |

|  | reuzenboszwijn (Hylochoerus meinertzhageni, H. rimator en H. ivoriensis)                                                  |
|  | |
|  | \| \| knobbelzwijn (Phacochoerus africanus) \| \| \| \| \| \| woestijnknobbelzwijn (Phacochoerus aethiopicus) \| \| \| \| |
|  | |
|  | knobbelzwijn (Phacochoerus africanus)                                                                                     |
|  | |
|  | woestijnknobbelzwijn (Phacochoerus aethiopicus)                                                                           |
|  | |

|  | knobbelzwijn (Phacochoerus africanus)           |
|  |                                                 |
|  | woestijnknobbelzwijn (Phacochoerus aethiopicus) |
|  |                                                 |

|  | echte zwijnen (Sus)           |
|  |                               |
|  | dwergzwijn (Porcula salvania) |
|  |                               |

|  | penseelzwijn (Potamochoerus porcus) |
|  |                                     |
|  | boszwijn (Potamochoerus larvatus)   |
|  |                                     |

|  | reuzenboszwijn (Hylochoerus meinertzhageni, H. rimator en H. ivoriensis)                                                  |
|  | |
|  | \| \| knobbelzwijn (Phacochoerus africanus) \| \| \| \| \| \| woestijnknobbelzwijn (Phacochoerus aethiopicus) \| \| \| \| |
|  | |
|  | knobbelzwijn (Phacochoerus africanus)                                                                                     |
|  | |
|  | woestijnknobbelzwijn (Phacochoerus aethiopicus)                                                                           |
|  | |

|  | knobbelzwijn (Phacochoerus africanus)           |
|  |                                                 |
|  | woestijnknobbelzwijn (Phacochoerus aethiopicus) |
|  |                                                 |

|  | penseelzwijn (Potamochoerus porcus) |
|  |                                     |
|  | boszwijn (Potamochoerus larvatus)   |
|  |                                     |

|  | reuzenboszwijn (Hylochoerus meinertzhageni, H. rimator en H. ivoriensis)                                                  |
|  | |
|  | \| \| knobbelzwijn (Phacochoerus africanus) \| \| \| \| \| \| woestijnknobbelzwijn (Phacochoerus aethiopicus) \| \| \| \| |
|  | |
|  | knobbelzwijn (Phacochoerus africanus)                                                                                     |
|  | |
|  | woestijnknobbelzwijn (Phacochoerus aethiopicus)                                                                           |
|  | |

|  | knobbelzwijn (Phacochoerus africanus)           |
|  |                                                 |
|  | woestijnknobbelzwijn (Phacochoerus aethiopicus) |
|  |                                                 |

|  | echte zwijnen (Sus)           |
|  |                               |
|  | dwergzwijn (Porcula salvania) |
|  |                               |

|  | penseelzwijn (Potamochoerus porcus) |
|  |                                     |
|  | boszwijn (Potamochoerus larvatus)   |
|  |                                     |

|  | reuzenboszwijn (Hylochoerus meinertzhageni, H. rimator en H. ivoriensis)                                                  |
|  | |
|  | \| \| knobbelzwijn (Phacochoerus africanus) \| \| \| \| \| \| woestijnknobbelzwijn (Phacochoerus aethiopicus) \| \| \| \| |
|  | |
|  | knobbelzwijn (Phacochoerus africanus)                                                                                     |
|  | |
|  | woestijnknobbelzwijn (Phacochoerus aethiopicus)                                                                           |
|  | |

|  | knobbelzwijn (Phacochoerus africanus)           |
|  |                                                 |
|  | woestijnknobbelzwijn (Phacochoerus aethiopicus) |
|  |                                                 |

|  | penseelzwijn (Potamochoerus porcus) |
|  |                                     |
|  | boszwijn (Potamochoerus larvatus)   |
|  |                                     |

|  | reuzenboszwijn (Hylochoerus meinertzhageni, H. rimator en H. ivoriensis)                                                  |
|  | |
|  | \| \| knobbelzwijn (Phacochoerus africanus) \| \| \| \| \| \| woestijnknobbelzwijn (Phacochoerus aethiopicus) \| \| \| \| |
|  | |
|  | knobbelzwijn (Phacochoerus africanus)                                                                                     |
|  | |
|  | woestijnknobbelzwijn (Phacochoerus aethiopicus)                                                                           |
|  | |

|  | knobbelzwijn (Phacochoerus africanus)           |
|  |                                                 |
|  | woestijnknobbelzwijn (Phacochoerus aethiopicus) |
|  |                                                 |

|  | echte zwijnen (Sus)           |
|  |                               |
|  | dwergzwijn (Porcula salvania) |
|  |                               |

|  | penseelzwijn (Potamochoerus porcus) |
|  |                                     |
|  | boszwijn (Potamochoerus larvatus)   |
|  |                                     |

|  | reuzenboszwijn (Hylochoerus meinertzhageni, H. rimator en H. ivoriensis)                                                  |
|  | |
|  | \| \| knobbelzwijn (Phacochoerus africanus) \| \| \| \| \| \| woestijnknobbelzwijn (Phacochoerus aethiopicus) \| \| \| \| |
|  | |
|  | knobbelzwijn (Phacochoerus africanus)                                                                                     |
|  | |
|  | woestijnknobbelzwijn (Phacochoerus aethiopicus)                                                                           |
|  | |

|  | knobbelzwijn (Phacochoerus africanus)           |
|  |                                                 |
|  | woestijnknobbelzwijn (Phacochoerus aethiopicus) |
|  |                                                 |

|  | penseelzwijn (Potamochoerus porcus) |
|  |                                     |
|  | boszwijn (Potamochoerus larvatus)   |
|  |                                     |

|  | reuzenboszwijn (Hylochoerus meinertzhageni, H. rimator en H. ivoriensis)                                                  |
|  | |
|  | \| \| knobbelzwijn (Phacochoerus africanus) \| \| \| \| \| \| woestijnknobbelzwijn (Phacochoerus aethiopicus) \| \| \| \| |
|  | |
|  | knobbelzwijn (Phacochoerus africanus)                                                                                     |
|  | |
|  | woestijnknobbelzwijn (Phacochoerus aethiopicus)                                                                           |
|  | |

|  | knobbelzwijn (Phacochoerus africanus)           |
|  |                                                 |
|  | woestijnknobbelzwijn (Phacochoerus aethiopicus) |
|  |                                                 |

|  | pekari's (Pecari)                                                                                 |
|  |                                                                                                   |
|  | \| \| witlippekari (Tayassu pecari) \| \| \| \| \| \| Chacopekari (Catagonus wagneri) \| \| \| \| |
|  |                                                                                                   |
|  | witlippekari (Tayassu pecari)                                                                     |
|  |                                                                                                   |
|  | Chacopekari (Catagonus wagneri)                                                                   |
|  |                                                                                                   |

|  | witlippekari (Tayassu pecari)   |
|  |                                 |
|  | Chacopekari (Catagonus wagneri) |
|  |                                 |

|  | echte zwijnen (Sus)           |
|  |                               |
|  | dwergzwijn (Porcula salvania) |
|  |                               |

|  | penseelzwijn (Potamochoerus porcus) |
|  |                                     |
|  | boszwijn (Potamochoerus larvatus)   |
|  |                                     |

|  | reuzenboszwijn (Hylochoerus meinertzhageni, H. rimator en H. ivoriensis)                                                  |
|  | |
|  | \| \| knobbelzwijn (Phacochoerus africanus) \| \| \| \| \| \| woestijnknobbelzwijn (Phacochoerus aethiopicus) \| \| \| \| |
|  | |
|  | knobbelzwijn (Phacochoerus africanus)                                                                                     |
|  | |
|  | woestijnknobbelzwijn (Phacochoerus aethiopicus)                                                                           |
|  | |

|  | knobbelzwijn (Phacochoerus africanus)           |
|  |                                                 |
|  | woestijnknobbelzwijn (Phacochoerus aethiopicus) |
|  |                                                 |

|  | penseelzwijn (Potamochoerus porcus) |
|  |                                     |
|  | boszwijn (Potamochoerus larvatus)   |
|  |                                     |

|  | reuzenboszwijn (Hylochoerus meinertzhageni, H. rimator en H. ivoriensis)                                                  |
|  | |
|  | \| \| knobbelzwijn (Phacochoerus africanus) \| \| \| \| \| \| woestijnknobbelzwijn (Phacochoerus aethiopicus) \| \| \| \| |
|  | |
|  | knobbelzwijn (Phacochoerus africanus)                                                                                     |
|  | |
|  | woestijnknobbelzwijn (Phacochoerus aethiopicus)                                                                           |
|  | |

|  | knobbelzwijn (Phacochoerus africanus)           |
|  |                                                 |
|  | woestijnknobbelzwijn (Phacochoerus aethiopicus) |
|  |                                                 |

|  | echte zwijnen (Sus)           |
|  |                               |
|  | dwergzwijn (Porcula salvania) |
|  |                               |

|  | penseelzwijn (Potamochoerus porcus) |
|  |                                     |
|  | boszwijn (Potamochoerus larvatus)   |
|  |                                     |

|  | reuzenboszwijn (Hylochoerus meinertzhageni, H. rimator en H. ivoriensis)                                                  |
|  | |
|  | \| \| knobbelzwijn (Phacochoerus africanus) \| \| \| \| \| \| woestijnknobbelzwijn (Phacochoerus aethiopicus) \| \| \| \| |
|  | |
|  | knobbelzwijn (Phacochoerus africanus)                                                                                     |
|  | |
|  | woestijnknobbelzwijn (Phacochoerus aethiopicus)                                                                           |
|  | |

|  | knobbelzwijn (Phacochoerus africanus)           |
|  |                                                 |
|  | woestijnknobbelzwijn (Phacochoerus aethiopicus) |
|  |                                                 |

|  | penseelzwijn (Potamochoerus porcus) |
|  |                                     |
|  | boszwijn (Potamochoerus larvatus)   |
|  |                                     |

|  | reuzenboszwijn (Hylochoerus meinertzhageni, H. rimator en H. ivoriensis)                                                  |
|  | |
|  | \| \| knobbelzwijn (Phacochoerus africanus) \| \| \| \| \| \| woestijnknobbelzwijn (Phacochoerus aethiopicus) \| \| \| \| |
|  | |
|  | knobbelzwijn (Phacochoerus africanus)                                                                                     |
|  | |
|  | woestijnknobbelzwijn (Phacochoerus aethiopicus)                                                                           |
|  | |

|  | knobbelzwijn (Phacochoerus africanus)           |
|  |                                                 |
|  | woestijnknobbelzwijn (Phacochoerus aethiopicus) |
|  |                                                 |

|  | echte zwijnen (Sus)           |
|  |                               |
|  | dwergzwijn (Porcula salvania) |
|  |                               |

|  | penseelzwijn (Potamochoerus porcus) |
|  |                                     |
|  | boszwijn (Potamochoerus larvatus)   |
|  |                                     |

|  | reuzenboszwijn (Hylochoerus meinertzhageni, H. rimator en H. ivoriensis)                                                  |
|  | |
|  | \| \| knobbelzwijn (Phacochoerus africanus) \| \| \| \| \| \| woestijnknobbelzwijn (Phacochoerus aethiopicus) \| \| \| \| |
|  | |
|  | knobbelzwijn (Phacochoerus africanus)                                                                                     |
|  | |
|  | woestijnknobbelzwijn (Phacochoerus aethiopicus)                                                                           |
|  | |

|  | knobbelzwijn (Phacochoerus africanus)           |
|  |                                                 |
|  | woestijnknobbelzwijn (Phacochoerus aethiopicus) |
|  |                                                 |

|  | penseelzwijn (Potamochoerus porcus) |
|  |                                     |
|  | boszwijn (Potamochoerus larvatus)   |
|  |                                     |

|  | reuzenboszwijn (Hylochoerus meinertzhageni, H. rimator en H. ivoriensis)                                                  |
|  | |
|  | \| \| knobbelzwijn (Phacochoerus africanus) \| \| \| \| \| \| woestijnknobbelzwijn (Phacochoerus aethiopicus) \| \| \| \| |
|  | |
|  | knobbelzwijn (Phacochoerus africanus)                                                                                     |
|  | |
|  | woestijnknobbelzwijn (Phacochoerus aethiopicus)                                                                           |
|  | |

|  | knobbelzwijn (Phacochoerus africanus)           |
|  |                                                 |
|  | woestijnknobbelzwijn (Phacochoerus aethiopicus) |
|  |                                                 |

|  | echte zwijnen (Sus)           |
|  |                               |
|  | dwergzwijn (Porcula salvania) |
|  |                               |

|  | penseelzwijn (Potamochoerus porcus) |
|  |                                     |
|  | boszwijn (Potamochoerus larvatus)   |
|  |                                     |

|  | reuzenboszwijn (Hylochoerus meinertzhageni, H. rimator en H. ivoriensis)                                                  |
|  | |
|  | \| \| knobbelzwijn (Phacochoerus africanus) \| \| \| \| \| \| woestijnknobbelzwijn (Phacochoerus aethiopicus) \| \| \| \| |
|  | |
|  | knobbelzwijn (Phacochoerus africanus)                                                                                     |
|  | |
|  | woestijnknobbelzwijn (Phacochoerus aethiopicus)                                                                           |
|  | |

|  | knobbelzwijn (Phacochoerus africanus)           |
|  |                                                 |
|  | woestijnknobbelzwijn (Phacochoerus aethiopicus) |
|  |                                                 |

|  | penseelzwijn (Potamochoerus porcus) |
|  |                                     |
|  | boszwijn (Potamochoerus larvatus)   |
|  |                                     |

|  | reuzenboszwijn (Hylochoerus meinertzhageni, H. rimator en H. ivoriensis)                                                  |
|  | |
|  | \| \| knobbelzwijn (Phacochoerus africanus) \| \| \| \| \| \| woestijnknobbelzwijn (Phacochoerus aethiopicus) \| \| \| \| |
|  | |
|  | knobbelzwijn (Phacochoerus africanus)                                                                                     |
|  | |
|  | woestijnknobbelzwijn (Phacochoerus aethiopicus)                                                                           |
|  | |

|  | knobbelzwijn (Phacochoerus africanus)           |
|  |                                                 |
|  | woestijnknobbelzwijn (Phacochoerus aethiopicus) |
|  |                                                 |

|  | pekari's (Pecari)                                                                                 |
|  |                                                                                                   |
|  | \| \| witlippekari (Tayassu pecari) \| \| \| \| \| \| Chacopekari (Catagonus wagneri) \| \| \| \| |
|  |                                                                                                   |
|  | witlippekari (Tayassu pecari)                                                                     |
|  |                                                                                                   |
|  | Chacopekari (Catagonus wagneri)                                                                   |
|  |                                                                                                   |

|  | witlippekari (Tayassu pecari)   |
|  |                                 |
|  | Chacopekari (Catagonus wagneri) |
|  |                                 |

### Fossielen
Overeenkomsten in bouw suggereren dat Potamochoerus is geëvolueerd uit een voorouder met een uiterlijk als een everzwijn, waarschijnlijk in Azië in het midden van het Mioceen. Fossielen die aan Potamochoerus worden toegeschreven verschijnen voor het eerst in Europa tijdens het midden van het Plioceen en in Afrika in het Midden-Pleistoceen.

## Gedrag
Penseelzwijnen kunnen de hele dag actief blijven in natuurlijke bosfragmenten, zoals bosstroken langs rivieren en andere dichte bosjes. Cameravallen registreerden een piek in de activiteit van het penseelzwijn tijdens de avondschemering. Tussen negen uur 's ochtends en vier uur 's middags of nog later blijven de dieren in de schaduw onder dichte begroeiing en in modderpoelen om de middaghitte te vermijden. Het penseelzwijn drinkt vaak 's middags voor dat het voedsel gaat zoeken. Groepen bestaan vaak uit een aantal volwassen zeugen, onvolwassen individuen van beide geslachten en een enkele volwassen beer die achter de groep aanloopt en deze verdedigt tegen roofdieren. Groepen penseelzwijnen lopen vaak in één rij achter elkaar aan tussen tussen de voedsel- en rustgebieden. De kop wordt ondertussen laag bij de grond gehouden en reukzin lijkt het best ontwikkelde zintuig te zijn. Bewegende groepen zijn eenvoudig tegen de wind in te benaderen. Het is een sterke zwemmer en een goede springer. Een volwassen mannetje in gevangenschap sprong over een hek van 140 cm. In beboste omgevingen wordt dichte vegetatie echter typisch met geweld binnengedrongen. Penseelzwijnen maken regelmatig gebruik van latrines. Ze verblijven in groepen van gemiddeld zo'n tien dieren.

### Communicatie
Penseelzwijnen maken bijna continu geluid. Het vocale repertoire omvat een verscheidenheid aan knorgeluiden (bijvoorbeeld contact-, alarm- en dreigingsgeluiden) en gillen in geval van nood om met groepsleden te communiceren. Groepen houden contact met lage knorgeluiden die moeilijk te detecteren kunnen zijn voor mensen, zelfs van dichtbij. Een duidelijk snuiven betekent alarm en zal een hele groep ertoe aanzetten om te bevriezen en absoluut stil te zijn terwijl ze de potentiële dreiging lokaliseren. Is de bedreiging gevonden dan volgt door een snelle vlucht. De lange oren, opvallende gezichtsmaskers en lange borstelharen worden gebruikt voor verschillende signalen. Zo drukken horizontaal gehouden oren en de kop omhoog gestoken agressie uit terwijl verticaal gehouden oren en de kop naar de grond onderwerping betekent.

### Voedsel
Het penseelzwijn is een alleseter die de voorkeur geeft aan wortels en knollen en die in het seizoen een grote verscheidenheid aan vruchten en zaden eet. Insecten, eieren en kleine gewervelde dieren worden geconsumeerd wanneer ze worden aangetroffen tussen het bladafval en in de grond. De dieren zoeken voedsel door constant met de grote, schijfvormige neus tussen het gevallen blad en in de grond te tasten en met de hoektanden en voorpoten de grond los te schrapen. In vochtige aarde wordt de neusbrug (in plaats van de punt van de snuit) gebruikt om de grond om te draaien. Omgewoelde grond is vaak het meest opvallende teken dat penseelzwijnen in een gebied voorkomen. Een analyse van de isotopen in het tandglazuur van het penseelzwijn suggereert dat het grootste deel van het voedsel verzameld wordt langs bosranden en open plekken in het bos. Een onderzoek liet zien dat de dieren plaatselijk fruit en zaden aten van 26 boom- en 2 liaansoorten uit 14 families, het meest Sapotaceae en Caesalpiniaceae. De dieren hebben een bijzondere voorkeur voor steenvruchten van de oliepalm (Elaeis) en vruchten van Afrikaanse mango Irvingia gabonensis, Gabonnoot Coula edulis, Baionnella toxisperma en Chrysophyllum werd gemeld. De dieren openden en aten zaden van Afrikaanse mango's. De uitwerpselen van de penseelzwijnen blijken geen hele zaden te bevatten van deze bomen zodat de dieren niet bijdragen aan de verspreiding. Geluiden van penseelzwijnen die zaden in hun krachtige kaken kraken zijn tot enkele honderden meters ver te horen. Op een moerassige open plek in Congo (“bai”) die bezocht wordt door Afrikaanse bosolifanten, aten verschillende groepen penseelzwijnen en sitatoenga antilopen regelmatig noten die ze vinden in olifantenpoep. Het penseelzwijn kan een plaag voor de landbouw zijn, met een bijzondere voorliefde voor cassave, yams en cocoyams. Een penseelzwijn dat als huisdier werd gehouden op een missie in het zuiden van Kameroen werd bedreven in het vangen en eten van gedomesticeerde kippen. Penseelzwijnen eten ook graag aas. Zo werden ongeveer twintig exemplaren gezien die een recent gestroopte olifant van binnenuit opaten.

### Interacties met andere soorten
Het penseelzwijn concurreert waarschijnlijk om voedsel en ruimte met enkele andere soorten hoefdieren die in hetzelfde gebied voorkomen. De reuzenboszwijnen Hylochoerus rimator en H. ivoriensis hebben grotendeels dezelfde verspreiding in westelijk Centraal Afrika. Deze soorten hebben net als het penseelzwijn gebieden nodig met permanent water en een dichte ondergroei die beschutting geeft. Maar in tegenstelling tot het penseelzwijn geven ze de voorkeur aan bosgrasland, eten ze voornamelijk grassen en fruit, zijn ze beter bestand tegen lage temperaturen en kunnen ze op grotere hoogte leven. Van deze soorten is bekend dat ze andere herbivoren van de beste voedselplekken verjagen. Omdat ze zich waarschijnlijk bovendien de beste slaapplekken en nestplaatsen toe-eigenen, is het penseelzwijn schaars waar deze soorten reuzenzwijn in grotere dichtheid voorkomen. Het penseelzwijn en het gewone wrattenzwijn kunnen in hetzelfde gebied voorkomen in het uiterste noorden van de Centraal-Afrikaanse Republiek en de Democratische Republiek Congo, bij de grens van Tsjaad en Zuid-Soedan. Maar het wrattenzwijn geeft de voorkeur aan boomloze open vlaktes en licht beboste savannes. De verspreidingsgebieden van het penseelzwijn en het boszwijn grenzen aan elkaar maar overlappen nauwelijks. De tweeëntwintig duikersoorten die in dezelfde bossen leven als het penseelzwijn zijn voornamelijk fruiteters en er is enige overlap in hun voedselkeus. Opnames met cameravallen in Centraal-Afrikaanse regenwouden suggereren dat het penseelzwijn, duikers en andere zoogdiersoorten hun gebruik van open plekken in het woud overdag en 's nachts verdelen, waardoor directe concurrentie wordt geminimaliseerd. Enkele duikers uit het geslacht Cephalophus bezoeken de open plekken voornamelijk 's ochtends tussen kwart over tien en half twaalf, terwijl het penseelzwijn met vaakst op de open plekken komt rond half acht 's avonds.
Luipaarden (Panthera pardus) jagen op penseelzwijnen in gebieden waar ze allebei voorkomen. In het Lopé National Park, Gabon, werden penseelzwijnresten gevonden in 20-25% van de luipaarduitwerpselen, en het was de belangrijkste prooi na duikers. In het noorden van Kameroen jagen leeuwen (Panthera leo) op P. porcus, die daar ongeveer 7% van het dieet vormt tijdens het droge seizoen van november tot april. Chimpansees (Pan troglodytes) jagen op boszwijnen in Oost-Afrika, en het lijkt waarschijnlijk dat jonge penseelzwijnen waar ze samen voorkomen in West-Afrika af en toe op het menu staan. Andere roofdieren die waarschijnlijk penseelzwijnen vangen zijn pythons, adelaars en gevlekte hyena's (Crocuta crocuta). Binnen enkele dagen na de geboorte beginnen de biggen hun moeder te volgen. Mannetjes en vrouwtjes werken vaak samen om hun nakomelingen op agressieve wijze te verdedigen tegen roofdieren.

### Voortplanting
Voordat de paring plaatsvindt likt het mannetjes de geslachtsopening van het vrouwtje. De paring duurt vaak vijf tot tien minuten. Voorafgaand aan de geboorte bouwt het zwangere vrouwtje een geboortenest van droge bladeren, hooi en hout dat in een straal van ongeveer 10 meter rond het nest wordt verzameld. In de natuur heeft het penseelzwijn een duidelijk voortplantingsseizoen. De jongen worden geboren tussen het eind van het droge seizoen in februari en de eerste helft van het regenseizoen in juli. In Gabon zijn vrouwtjes tussen half december en begin maart drachtig, en in het westen van Nigeria zijn in februari-maart pasgeboren biggen waargenomen. In gevangenschap in Gabon werden twee verschillende geboorteperiodes vastgesteld: juni-juli en november-januari.

## Verspreiding, populatieomvang en bescherming
Het penseelzwijn is wijdverbreid in de regenwoudgordel van West- en Centraal-Afrika, waaronder in Benin, Kameroen, Centraal-Afrikaanse Republiek, Ivoorkust, Democratische Republiek Congo noordelijk van de Kasaï, Equatoriaal-Guinea, Gabon, Ghana, Guinee, Guinee-Bissau, Liberia, Nigeria, Republiek Burundi, Republiek Rwanda, Senegal, Sierra Leone en Togo. Het is onduidelijk of de soort ook voorkomt in Gambia, Tsjaad, Zuid-Soedan en het zuidwesten van Ethiopië..
Informatie over wilde populaties is beperkt. In het wild wordt uitgegaan van een gemiddelde maximale levensduur van 15 jaar, maar in een dierentuin leefde een in het wild geboren vrouwtje 21,5 jaar. In Nigeria werden ongeveer twee keer zoveel jonge dieren waargenomen als volwassenen. De populatiedichtheid van P. porcus varieert tussen locaties en habitattypen van ongeveer 1 per km2 in de minst geschikte habitats tot bijna 20 in galerijbossen. De dieren verplaatsen zich tot maximaal 6 km per dag. Deze soort kan een aanzienlijk deel uitmaken van de zoogdier-biomassa van Centraal-Afrikaanse regenwouden. In een nationaal park in Gabon staat het penseelzwijn op de derde plaats met ruim 1100 kg per km2 achter de bosolifant (Loxodonta cyclotis) met meer dan 2100 kg per km2 en de bosbuffel (Syncerus caffer nanus) met ruim 1750 kg per km2. Hoewel het penseelzwijn de voorkeur geeft aan vochtige bossen, komt hij voor in verschillende habitats, maar nooit ver van open water en dichte vegetatie om in te schuilen. In de kuststreek van Gabon verblijven penseelzwijnen relatief veel rondom drukke wegen, hetgeen suggereert dat de hergroei van vegetatie in de bermen veel voedsel verstrekt aan de zwijnen.
Potamochoerus porcus is geclassificeerd als veilige soort op de Rode Lijst van bedreigde diersoorten van de Internationale Unie voor het behoud van de natuur en natuurlijke hulpbronnen en staat niet vermeld in de bijlagen van de Conventie inzake de internationale handel in bedreigde in het wild levende dier- en plantensoorten (CITES).

## Interacties met de mens
Het penseelzwijn is vaak een van de belangrijkste soorten die worden gevangen om zelf te eten en voor de handel in bushmeat in Centraal-Afrika. De soort is nergens gedomesticeerd, maar jonge dieren worden soms gevangen en opgekweekt om het vlees. Dat wordt onder meer gegeten bij speciale gebeurtenissen zoals besnijdenisceremonies. Het vlees zou mals zijn maar nauwelijks de typische smaak van varkensvlees hebben. Als het vlees wordt verkocht op de stadsmarkten levert het ongeveer 8 US$ per kg op. Sinds de jaren '90 wordt het penseelzwijn gehouden in veel dierentuinen en de soort is populair bij bezoekers. De voortplanting in dierentuinen wordt gehinderd door overgewicht. In gevangenschap zijn penseelzwijnen vriendelijk tegen hun verzorgers en andere dieren, en ze kunnen samen gehouden worden in dezelfde omheining met hoefdieren, kleine carnivoren, kleinere apen en hoenders. Het penseelzwijn is mogelijk naast andere varkenssoorten en dan vooral het wrattenzwijn een mogelijke besmettingsbron van de varkenspest. De varkenspest is waargenomen bij groepen penseelzwijnen in Nigeria.